# Hottentotta tamulus
Hottentotta tamulus, el escorpión rojo indio (Tamil: செந்தேள்; también conocido como el escorpión de la India oriental), es una especie de escorpión perteneciente a la familia Buthidae que se encuentra en la mayor parte de la India, este de Pakistán y las tierras bajas del este de Nepal, y recientemente de Sri Lanka.

## Taxonomía
Esta especie fue nombrada Scorpio tamulus por J. C. Fabricio en 1798. El nombre de la especie aparentemente deriva de la presencia en el estado / provincia de los tamiles del sudeste de la India. Más tarde, a menudo era remitido a los géneros Buthus o Mesobuthus, aunque ya estaba correctamente ubicado en Hottentotta por A. A. Birula en 1914, una referencia que fue confirmada nuevamente por F. Kovařík en 2007. Sin embargo, el nombre binomial Mesobuthus tamulus está tradicionalmente extendido en la literatura popular y científica. R.I. Pocock (1900) distinguió cinco subespecies según la coloración y distribución, pero estas son morfologías de color (individuos con colores variables) en lugar de subespecies.

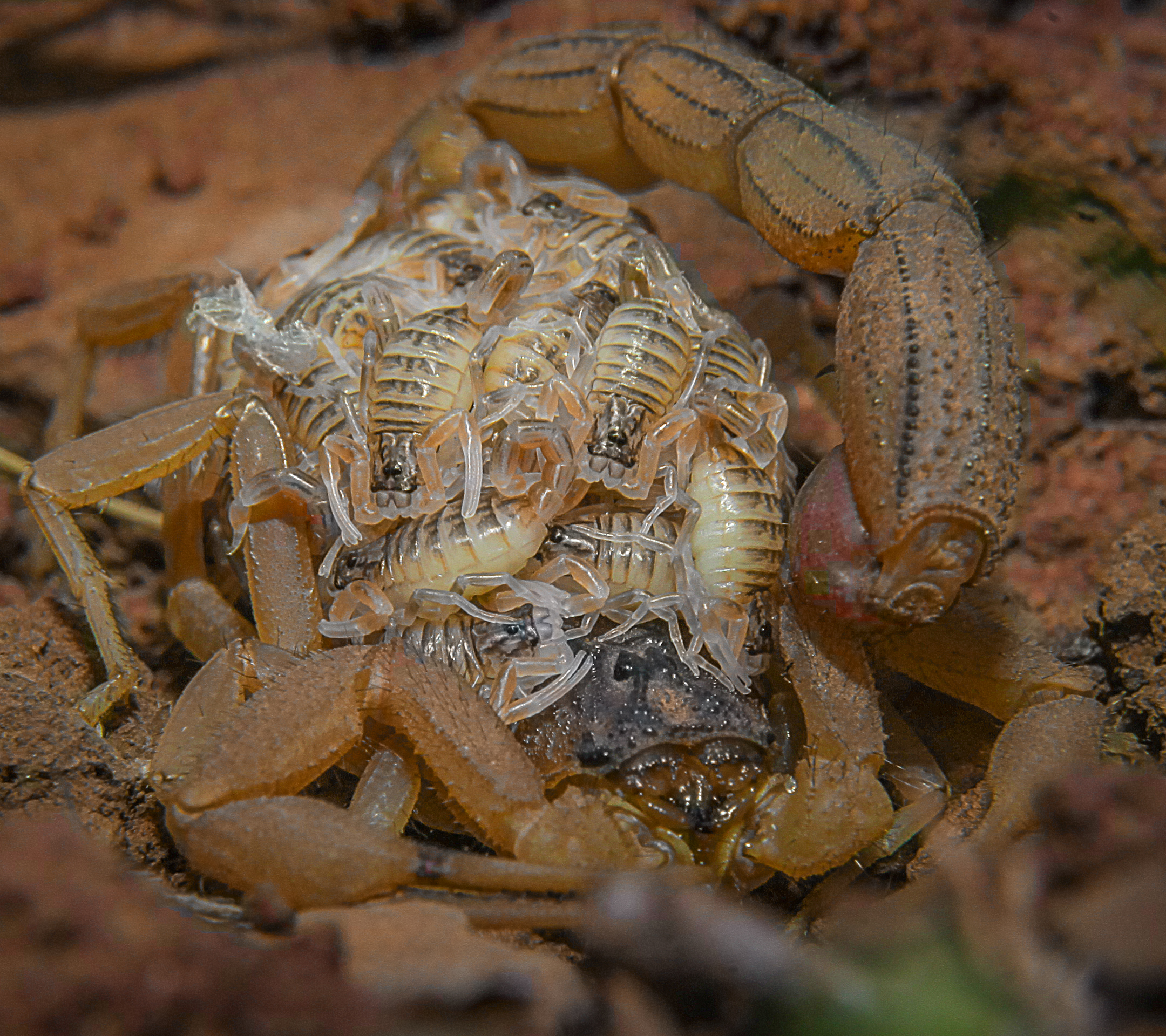
Hottentotta tamulus con crías

## Descripción
Los especímenes de H. tamulus varían en tamaño desde 50 a 90 mm. La coloración varía desde naranja oscuro o marrón rojizo brillante hasta marrón oscuro con carinas grises más oscuras (crestas) y granulación. Las manchas grises se pueden distribuir de manera irregular a través del cefalotórax y el mesosoma. Las patas para caminar y la punta de las pinzas pedipalpos son de color más brillante (naranja-amarillo a marrón rojizo claro). Los tergitos mesosómicos siempre llevan tres carinas distintas. Su hábito es típico de los escorpiones bútidos, con pinzas pedipalpos bastante pequeñas, segmentos metasómicos moderadamente engrosados y un telson más bien bulboso con aguijón grande. La base de las pinzas pedipalpos (manus) está ligeramente más inflada en los machos que en las hembras.

## Toxicidad
Esta especie es de gran importancia médica en áreas densamente pobladas de India y Nepal y ocasionalmente causa muertes humanas. Está clasificada como la especie de escorpión más letal del mundo. Se han informado tasas de mortalidad de 8 a 40% en estudios clínicos; la mayoría de las víctimas son niños.
Los síntomas de envenenamiento por esta especie incluyen:
dolor local severo,
vómito,
transpiración,
priapismo,
cianosis, 
inconsciencia,
convulsiones musculares,
disnea, esputo rosa espumoso,
arritmia cardíaca, 
taquicardia o bradicardia, 
hipotensión o hipertensión,
miocarditis aguda, choque.
El veneno afecta principalmente al sistema cardiovascular y pulmonar, lo que finalmente lleva a un edema pulmonar que puede causar la muerte. El antídoto tiene poco efecto en el tratamiento clínico, pero la aplicación de prazosina reduce la tasa de mortalidad a menos del 4%. Como en otros escorpiones, el veneno de H. tamulus consiste en una mezcla compleja de proteínas. Se han aislado algunos componentes principales, incluida las toxinas iberiotoxina y tamapina. El envenenamiento por escorpión con alta morbilidad y mortalidad generalmente se debe a una actividad autonómica excesiva y efectos tóxicos cardiovasculares o efectos tóxicos neuromusculares. El antiveneno es el tratamiento específico para el envenenamiento por escorpión combinado con medidas de apoyo que incluyen vasodilatadores en pacientes con efectos tóxicos cardiovasculares y benzodiazepinas cuando existe compromiso neuromuscular. Aunque son poco frecuentes, es posible que se presenten reacciones de hipersensibilidad severas, incluida la anafilaxia al antídoto contra escorpión (SAV).